# USP3
USP3 (англ. Ubiquitin specific peptidase 3) – білок, який кодується однойменним геном, розташованим у людей на 15-й хромосомі. Довжина поліпептидного ланцюга білка становить 520 амінокислот, а молекулярна маса — 58 897.
| 10         |  | 20         |  | 30         |  | 40         |  | 50         |
| ---------- |  | ---------- |  | ---------- |  | ---------- |  | ---------- |
| MECPHLSSSV |  | CIAPDSAKFP |  | NGSPSSWCCS |  | VCRSNKSPWV |  | CLTCSSVHCG |
| RYVNGHAKKH |  | YEDAQVPLTN |  | HKKSEKQDKV |  | QHTVCMDCSS |  | YSTYCYRCDD |
| FVVNDTKLGL |  | VQKVREHLQN |  | LENSAFTADR |  | HKKRKLLENS |  | TLNSKLLKVN |
| GSTTAICATG |  | LRNLGNTCFM |  | NAILQSLSNI |  | EQFCCYFKEL |  | PAVELRNGKT |
| AGRRTYHTRS |  | QGDNNVSLVE |  | EFRKTLCALW |  | QGSQTAFSPE |  | SLFYVVWKIM |
| PNFRGYQQQD |  | AHEFMRYLLD |  | HLHLELQGGF |  | NGVSRSAILQ |  | ENSTLSASNK |
| CCINGASTVV |  | TAIFGGILQN |  | EVNCLICGTE |  | SRKFDPFLDL |  | SLDIPSQFRS |
| KRSKNQENGP |  | VCSLRDCLRS |  | FTDLEELDET |  | ELYMCHKCKK |  | KQKSTKKFWI |
| QKLPKVLCLH |  | LKRFHWTAYL |  | RNKVDTYVEF |  | PLRGLDMKCY |  | LLEPENSGPE |
| SCLYDLAAVV |  | VHHGSGVGSG |  | HYTAYATHEG |  | RWFHFNDSTV |  | TLTDEETVVK |
| AKAYILFYVE |  | HQAKAGSDKL |  |            |  |            |  |            |

A: Аланін

C: Цистеїн

D: Аспарагінова кислота

E: Глутамінова кислота

F: Фенілаланін

G: Гліцин

H: Гістидин

I: Ізолейцин

K: Лізин

L: Лейцин

M: Метіонін

N: Аспарагін

P: Пролін

Q: Глутамін

R: Аргінін

S: Серин

T: Треонін

V: Валін

W: Триптофан

Кодований геном білок за функціями належить до гідролаз, протеаз, регуляторів хроматину, тіолових протеаз. 
Задіяний у таких біологічних процесах, як клітинний цикл, пошкодження ДНК, убіквітинування білків, ацетилювання, альтернативний сплайсинг. 
Білок має сайт для зв'язування з іонами металів, іоном цинку. 
Локалізований у ядрі.